# Tręby Stare
Tręby Stare – wieś w Polsce położona w województwie wielkopolskim, w powiecie konińskim, w gminie Kleczew. Miejscowość wchodzi w skład sołectwa Tręby Nowe.
W latach 1975–1998 miejscowość administracyjnie należała do województwa konińskiego.
We wsi, nad Jeziorem Budzisławskim, znajduje się ośrodek wypoczynkowy.